# Stefán Stefánsson
Stefán Jóhann Stefánsson (ur. 1 sierpnia 1863, zm. 20 stycznia 1921) – islandzki botanik i działacz oświatowy. Rezultatem jego długoletnich badań terenowych była znakomita praca Flóra Íslands (1901). Pionier badań islandzkiej szaty roślinnej.